# Internationales Museum der Parfümerie
Das Internationale Museum der Parfümerie (französisch Musée international de la parfumerie) ist das weltgrößte Museum, das sich dem Thema Parfüm widmet.
Es ist die weltweit erste öffentliche Sammlung, die das Parfümgewerbe von der Antike zur Moderne international abbildet. Das Museum ist an der französischen Côte d’Azur in der Stadt Grasse angesiedelt, die als Welthauptstadt des Parfüms gilt.
Die „Fertigkeiten im Zusammenhang mit Parfüm in Pays de Grasse“ wurden 2018 in die UNESCO-Liste des immateriellen Kulturerbes der Menschheit aufgenommen.
Das Museum ist in öffentlicher Hand und trägt den Status Musée de France.

## Geschichte
Eine der wichtigsten Personen bei der Gründung des Museums war François Carnot (1872–1963), Sohn des französischen Staatspräsidenten Marie François Sadi Carnot. Als Freund der Kunst war er bereits mit dem Museumswesen vertraut. So hat er unter anderem bei der Umsetzung von Museumsprojekten der Weltausstellung von 1900 in Paris teilgenommen. 1918 gründete er ein privates Museum, in dem es auch eine Abteilung zum Thema Parfüm gab. Durch Spenden wuchs diese Abteilung ab 1921. Unternehmen und Parfümhersteller aus Grasse und Paris beteiligten sich beim Aufbau des Museums, darunter Chriris, Piver oder Pinaud. Carnot präsentierte die Arbeit des Parfümeurs François Coty, des sogenannten Begründers der modernen Parfümerie. Themenbezogene dekorative Kunst steuerten zum Beispiel die Arbeiten des Glaskünstlers René Lalique bei oder eine Sammlung von Parfum- und Kosmetik-Etiketten vom Beginn des 19. Jahrhunderts, die Gräfin Savigny de Moncorps 1931 spendete. 1955 versuchte Carnot die Ausstellung auf offizielle Füße zu stellen, erhielt von der Gemeinde jedoch keine Unterstützung.

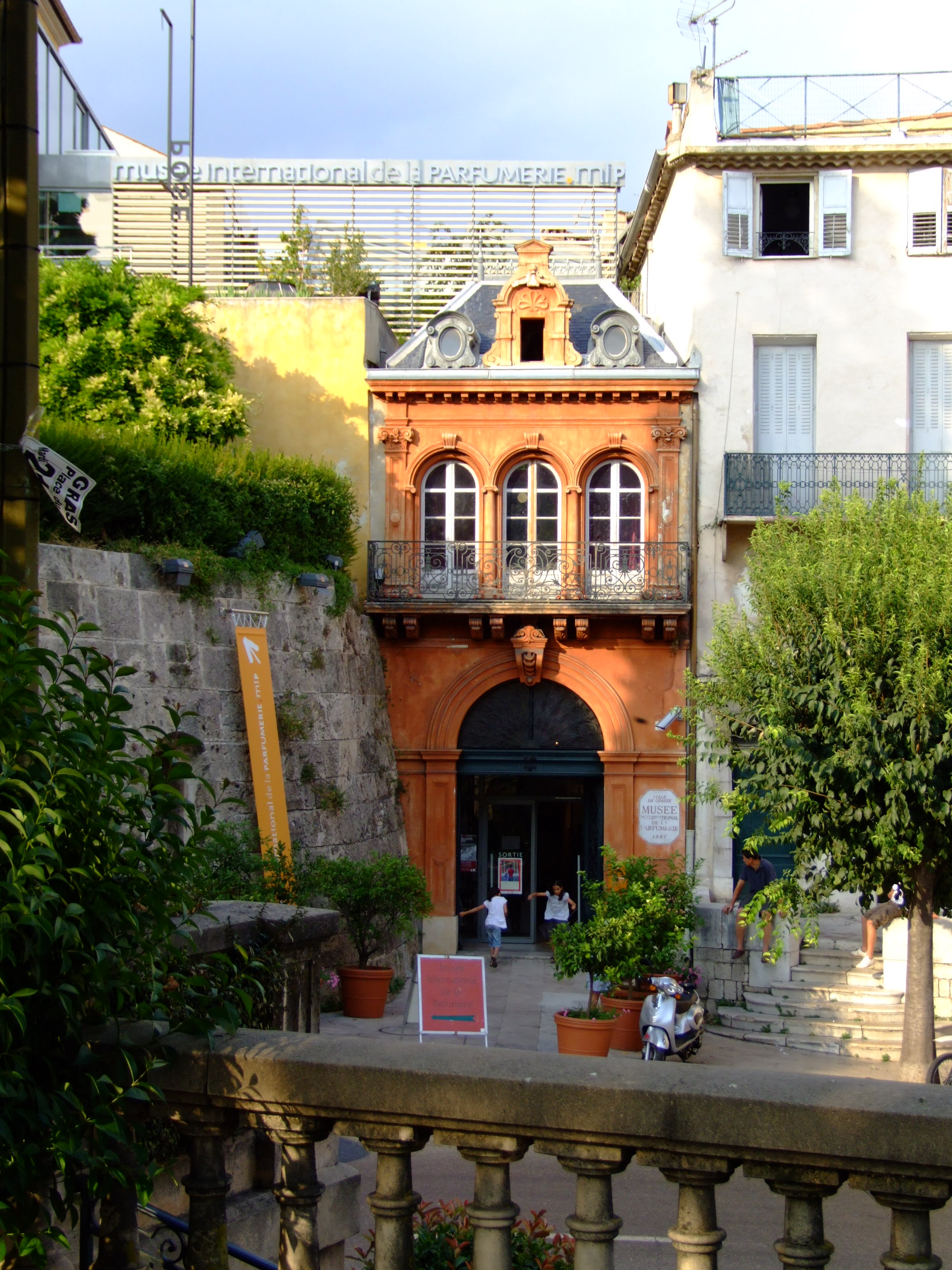
An der Fassade wird die gewachsene Architektur des Museumskomplexes sichtbar.

Im Jahr 1989 wurde das 200. Jahr der französischen Parfümerie gefeiert. In dem Zusammenhang wurde das Internationale Museum der Parfümerie eingeweiht. Es fand seinen Platz in einem Gebäudeteil der alten Parfümerie Hugues-Aîné, die auf einem alten Dominikanerkloster fußt.
Von 2004 bis zum Herbst 2008 erfolgten umfangreiche Umbaumaßnahmen, geleitet vom Architekten Frédéric Jung. Durch den Zusammenschluss mehrerer alter Gebäude, u. a. die ehemalige Parfümerie Pélissier, wurde die Grundfläche des Museums auf 3.500 m² verdoppelt. Im Rahmen der Umgestaltung wurde international bekannten, zeitgenössischen Künstlern bei diversen Raum- und Außengestaltungen freie Hand gelassen. Werke lieferten (Werknamen in Klammern): Christophe Berdaguer und Marie Péjus (Jardin d’addiction), Gérard Collin-Thiébaut (Parfums de papier peint), Peter Downsbrough (Pose/de, et la), Brigitte Nahon (Ashdod et Demotica), Jean-Michel Othoniel (La fontaine des cœurs renversés), Dominique Thévenin (Apode tronconique). Die Umgestaltung beinhaltete darüber hinaus eine Reinventarisation in ein einheitliches Datenbanksystem.
Am 20. Juni 2018 fand nach sechs Monaten Arbeit eine Neueröffnung statt. Interaktive museografische Geräte, die alle fünf Sinne bedienen, erweitern fortan die Präsentation. Für Kinder gibt es einen eigenen Rundgang mit altersgemäßer Präsentation. Sehbehinderten Personen ermöglichen spezielle Geräte den Besuch. Eine Fläche von 300 m² steht für temporäre Ausstellungen zur Verfügung.

## Exponate

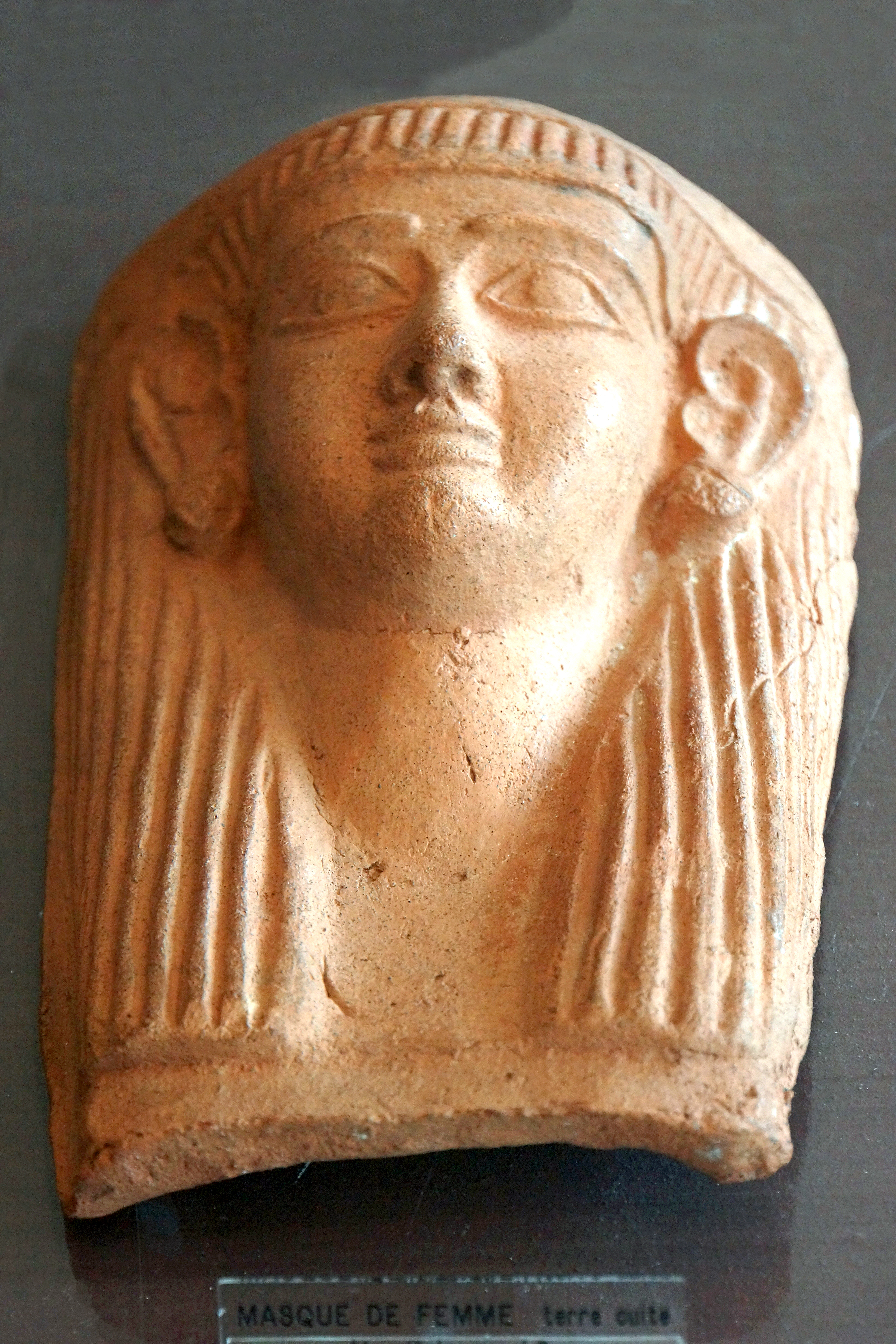
Ägyptisches Parfümgefäß

Das Museum zeigt den Themenkomplex Parfüm weitgreifend, beginnend bei Rohstoffen, über Herstellung und Industrie, bis zum Design. Daneben werden auch Seifen, Schminke und Kosmetika gezeigt. Die Präsentation erfolgt über unterschiedliche Kanäle, wie Objekte, Kunst, Textilien oder archäologische Zeugnisse. Gezeigt wird die Verwendung von Düften unter technischen, ästhetischen und kulturellen Aspekten. Die ältesten Exponate sind um die viertausend Jahre alt.
Die Exponate spiegeln die Wertigkeit des Parfüms mit wertvollen Materialien wieder, wie beispielsweise Alabaster, emaillierter Fayence, Keramik, Glas und bearbeiteten Edelmetallen. Die gezeigten Parfümgefäße reichen von Keramikgefäßen aus der Bronzezeit über griechische Aryballe (Parfumgefäß in Torus-Form, die sich gut zum Mischen der Komponenten eignet) und figurative Porzellanflakons des 18. Jahrhunderts bis hin zu kunstvollen Flakons der Neuzeit. Unter den Exponaten findet sich auch eine Parfümorgel (schreibtischartiges Möbelstück, auf dem die Düfte in kleinen Flaschen halbkreisförmig auf Terrassen angeordnet sind) aus der zweiten Hälfte des 20. Jahrhunderts. Darüber hinaus sind Schminkkästen, Bisamäpfel, ein Reise-Necessaire von Marie-Antoinette, Mörser und weiteres ausgestellt.

## Galerie

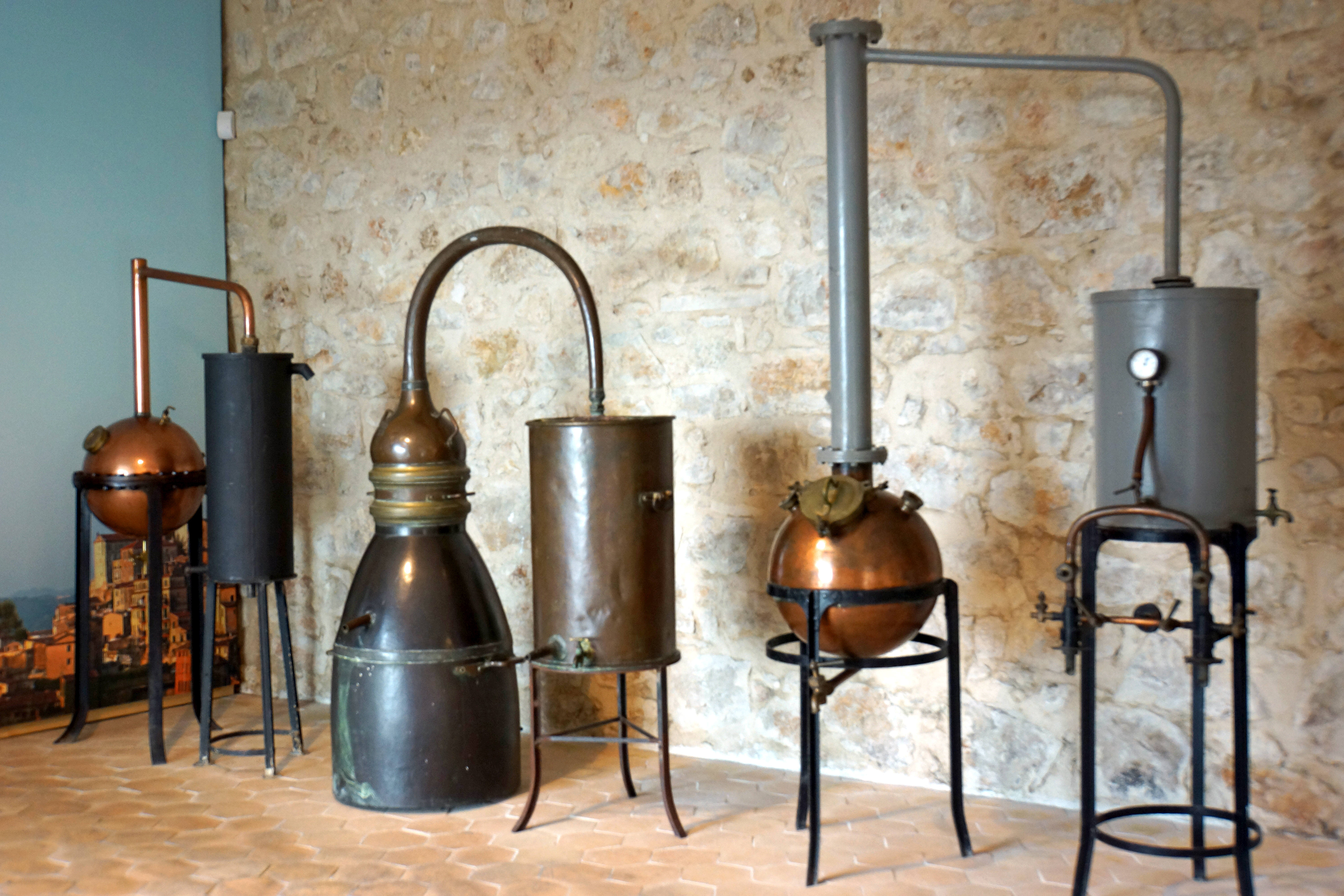
Alte Parfüm-Destillen
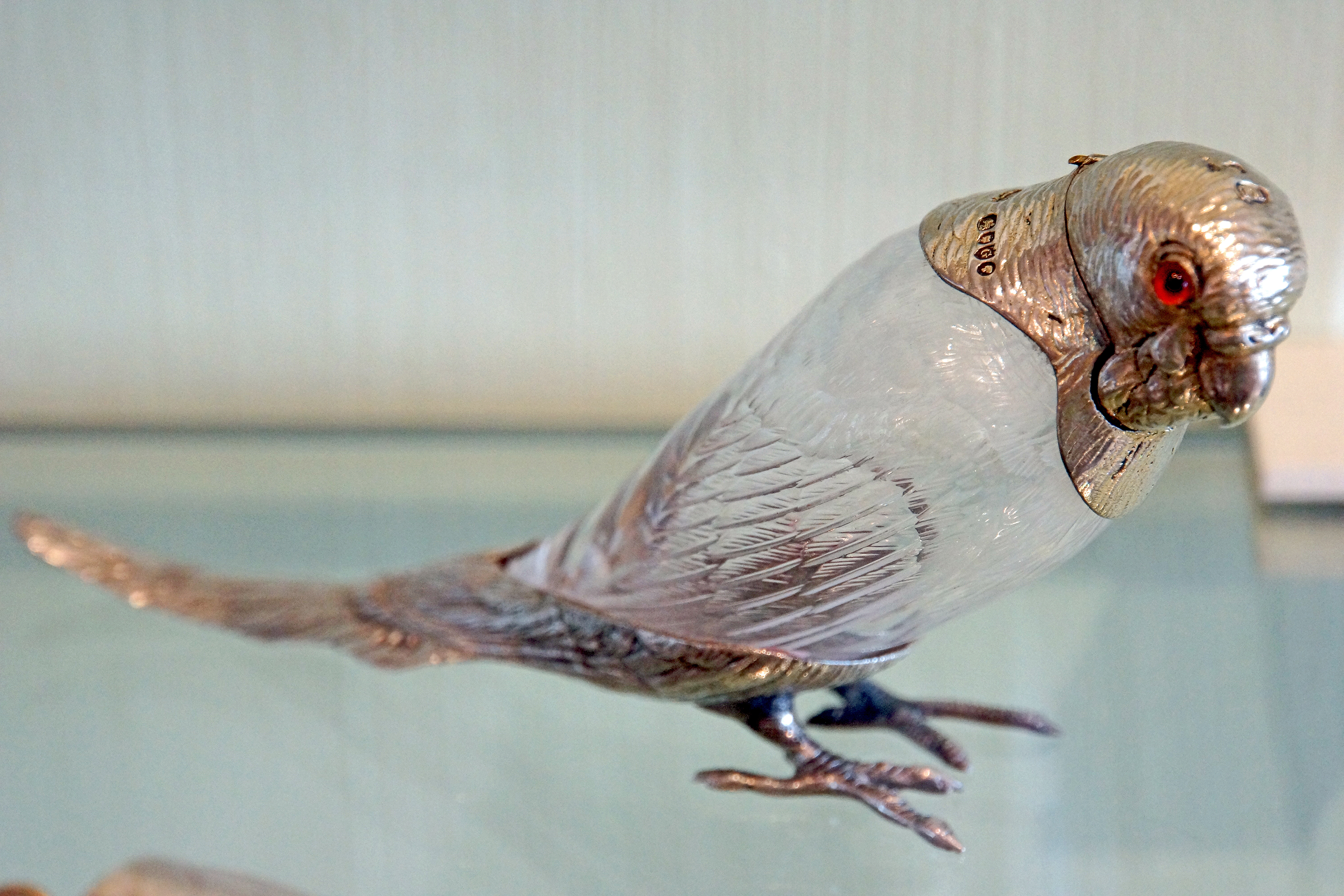
Figurativer Flakon aus Metall und Email, um 1770
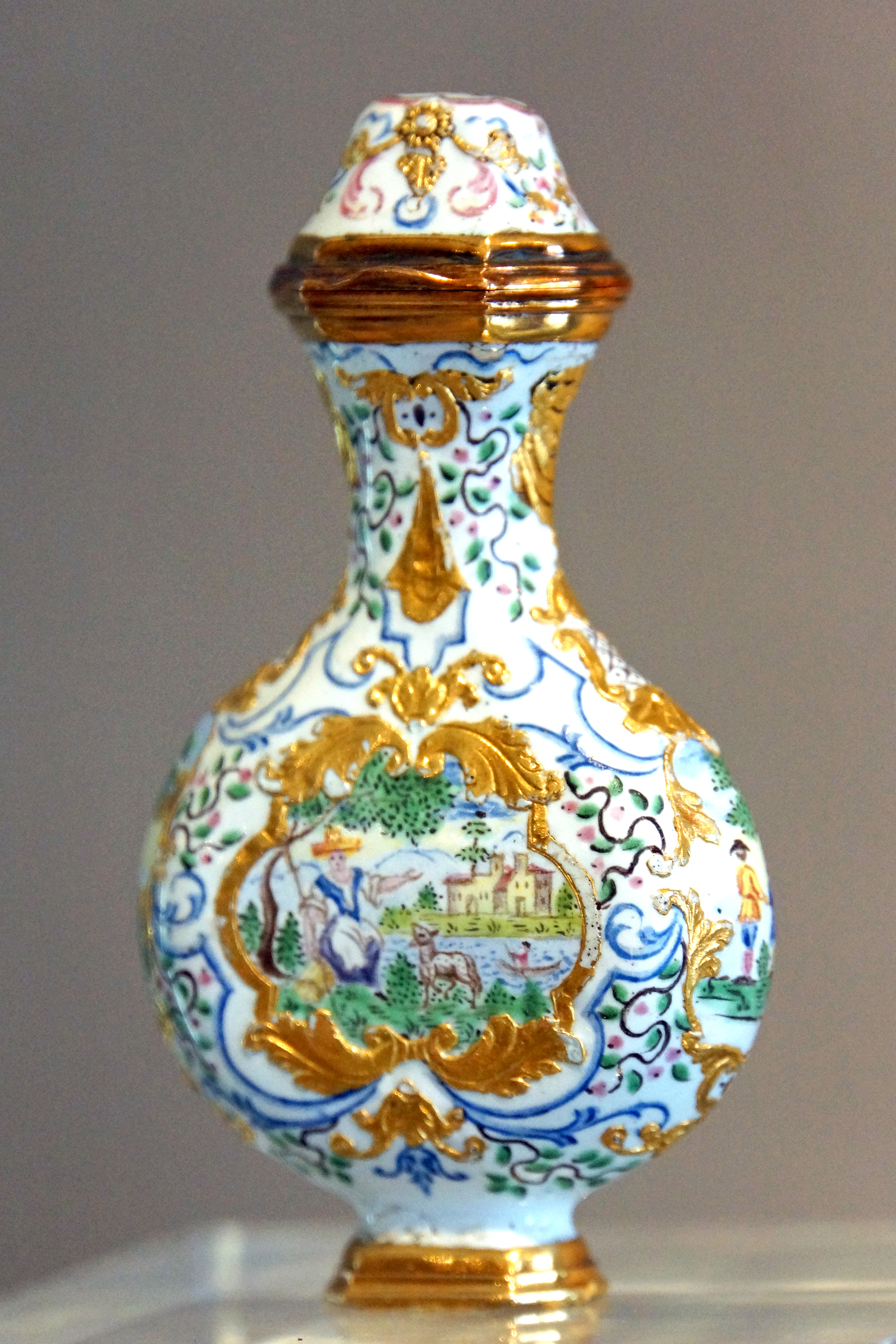
Porzellanflakon aus Deutschland
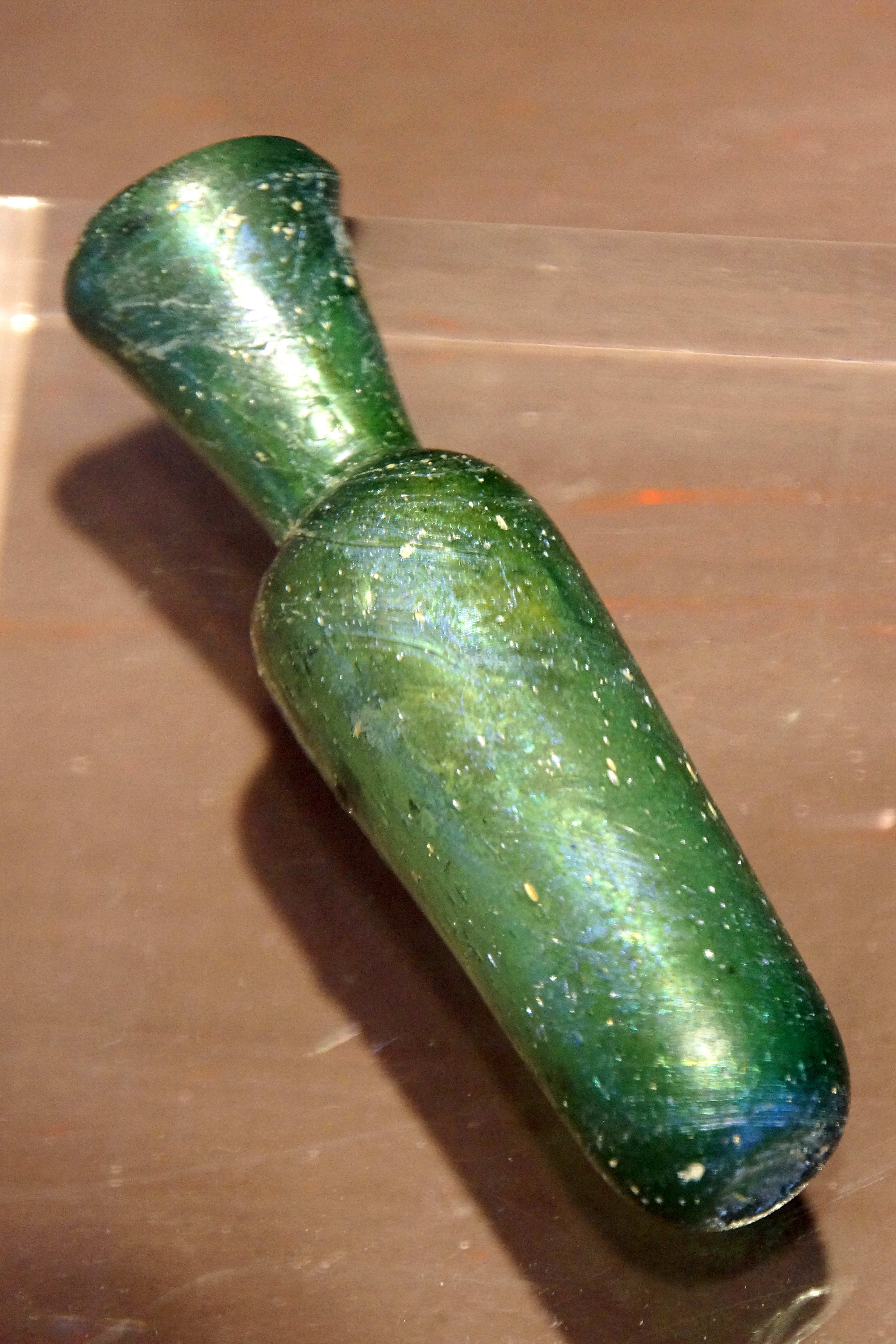
Phiole aus China

## Gärten
Die heutigen Gärten des Internationalen Museums der Parfümerie (französisch Jardins du Musée International de la parfumerie) wurden 2003 ursprünglich zur Bewahrung von Parfümpflanzen für den Gemeindeverband Pays de Grasse konzipiert. Die 2005 nominierten Architekten waren Gilles Sensini und Moralès, Landschaftsgärtner war François Navarro.  Das Gelände umfasst zwischen 2 und 3 ha und liegt ca. 10 km vom Museum entfernt in der Ortschaft Mouans-Sartoux. Das Gelände hat eine Nord-West-Ausrichtung, kalkhaltigen Boden und umfasst einen kleinen Kanal.
2007 entstand das aus privaten Mitteln finanzierte Projekt La Bastide du Parfumeur (frei übersetzt: Das Landhaus des Parfümeurs). Es fand Unterstützung der Gemeinde Mouans-Sartoux und dem Städte- und Gemeindeverband Pôle Azur Provence, zu dem die Gärten auch heute gehören. Unter Einbindung von Gärtnern, Botanikern, Parfümeuren und Architekten wurde das Ziel verfolgt, der Tradition des Parfümpflanzenanbaus zu erinnern.
Seit 2012 ist die Anlage externer Bestandteil des Museums. Gezeigt werden Pflanzen, die seit Jahrhunderten Rohstoffe für Parfüm liefern, darunter auch Gewürz- und Mittelmeerpflanzen. Der Garten ist in zwei Bereiche aufgeteilt; einmal der Duftgarten und ein Freilandgebiet mit heimischen Arten. Der Anbau verdeutlicht die Verbindung zwischen der Duftlandschaft und lokaler Landwirtschaft. Parallel zum Museum werden auch hier moderne Medien angeboten, in Form von Videoführern. In einer Dauerausstellung werden wissenschaftliche Informationen zu den Duftpflanzen geliefert. Wechselnde zeitgenössische Künstler präsentieren auf dem Gelände ihre Arbeiten.
Die Gärten verstehen sich als Umweltprojekt, in dem Wert auf die biologische Vielfalt gelegt wird. Im Anbau werden durch Verfahren wie beispielsweise Kompostierung und Gründünger, Bodenqualität und Wasserverhältnisse beachtet. Es besteht eine Partnerschaft mit der französischen Liga für Vogelschutz (französisch Ligue de Protection des Oiseaux).